# Осада Генуи (1800)
Осада Генуи (фр. Siège de Gênes) — последняя военная операция в Северной Италии весной 1800 года. Запертое в Генуе правое крыло Итальянской армии под командованием генералов Массены и Сульта сдерживало на протяжении нескольких недель (6 апреля — 4 июня 1800 года) австрийский корпус фельдмаршала Отта, что позволило резервной армии Бонапарта развернуться в Ломбардии. Голод в конечном итоге заставит французские войска капитулировать.

## Предыстория
После того как Массена выиграл вторую битву при Цюрихе, союз между Россией и Австрией развалился. Хотя это и не закончило войны, однако возвращение Наполеона из Египта и провозглашение его Первым консулом ещё более повысило шансы французов на победу. Тем не менее Наполеону требовалось время на переброску войск в Италию, поэтому он приказал Массена любой ценой удерживать Ниццу и Геную до его прибытия.
Изначально у французов было порядка 60 000 солдат, однако болезни уменьшили это число до 36 000 бойцов. Австрийский командующий Мелас имел в своём распоряжении в Италии 120 000 солдат. После первых стычек, несмотря на всю храбрость французских войск, руководимых Сюшэ и Сультом, Генуя оказалась отрезанной от любой помощи извне, а с 6 апреля, с занятием своей позиции мощной английской эскадрой, она оказалась полностью окружённой и с суши, и с моря. Тем не менее дух французов был высок, и Массена был намерен удерживать его на высоте.

## Осада
Геную защищали мощные естественные и искусственные преграды, но Массена наметил агрессивную стратегию. Уже 7 апреля он приказал атаковать Монте Ратти, в результате чего австрийцы оказались отброшенными от Аппенин и потеряли 1.500 только пленными. 9 апреля Массена начал отчаянный прорыв на соединение с остальными французскими силами, которыми командовал Сюшэ. Хотя Массена был отрезан всего с 1200 солдатами, а у австрийцев было порядка 10 000 человек, он продолжал атаки, и с помощью Сульта взял ещё 4.000 пленников. После этого сражения французы окончательно засели в городе, однако продолжали делать дерзкие вылазки, нанося австрийцам большие потери и в итоге вынудив вообще отказаться от активных действий.
Однако голод делал ситуацию в Генуе всё хуже и хуже несмотря на обещания Наполеона прийти и освободить гарнизон. Голод достиг такой степени, что Массена приказал печь хлеб из льна и кофе. Брожение в войсках нарастало, однако Массена отказывался сдать город, пока 4 июня австрийцы не предоставили оставшимся 7000 защитникам Генуи свободный проход до французских территорий. Они вышли из крепости с оружием и воинскими почестями. Больные, раненые, вооружение, остатки боевых припасов были перевезены на британских судах во Францию. 
Из жителей Генуи свыше 15 тысяч умерло от голода и чумы.

## Итоги
Несмотря на потерю города, Массена дал Наполеону достаточно ценного времени, чтобы тот смог выиграть сражение при Маренго, после которого Австрии пришлось пойти на мирные переговоры. Осада Генуи в биографии Массена обычно рассматривается как героический эпизод, а не как позорное пятно.